# بخش بیجنور
بخش بیجنور (به انگلیسی: Bijnor district) یک منطقهٔ مسکونی در هند است که در ناحیه مرادآباد واقع شده‌است. بخش بیجنور ۴٬۰۴۹ کیلومتر مربع مساحت و ۳٬۶۸۲٬۷۱۳ نفر جمعیت دارد.